# Kornet bamberski

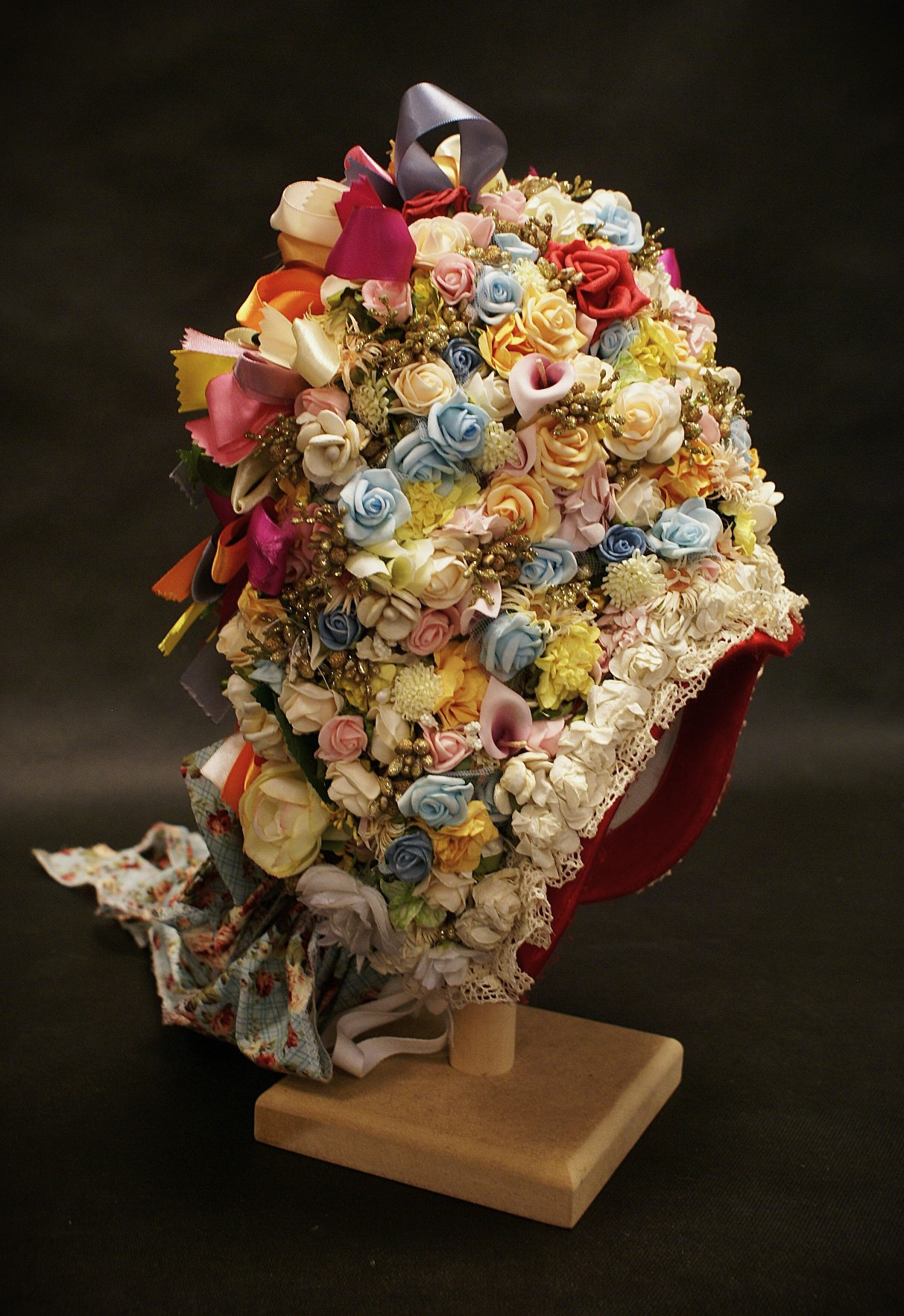
Kornet do stroju bamberskiego (bok), ze zbiorów Towarzystwa Bambrów Poznańskich

Kornet bamberski – panieńskie nakrycie głowy noszone przez bamberki. Najbardziej charakterystyczny element kobiecego stroju bamberskiego, pierwotnie noszony tylko przez panny podczas uroczystości weselnych i procesji Bożego Ciała, niekiedy podczas festynów i dożynek. Kobiety zamężne nosiły czepiec.

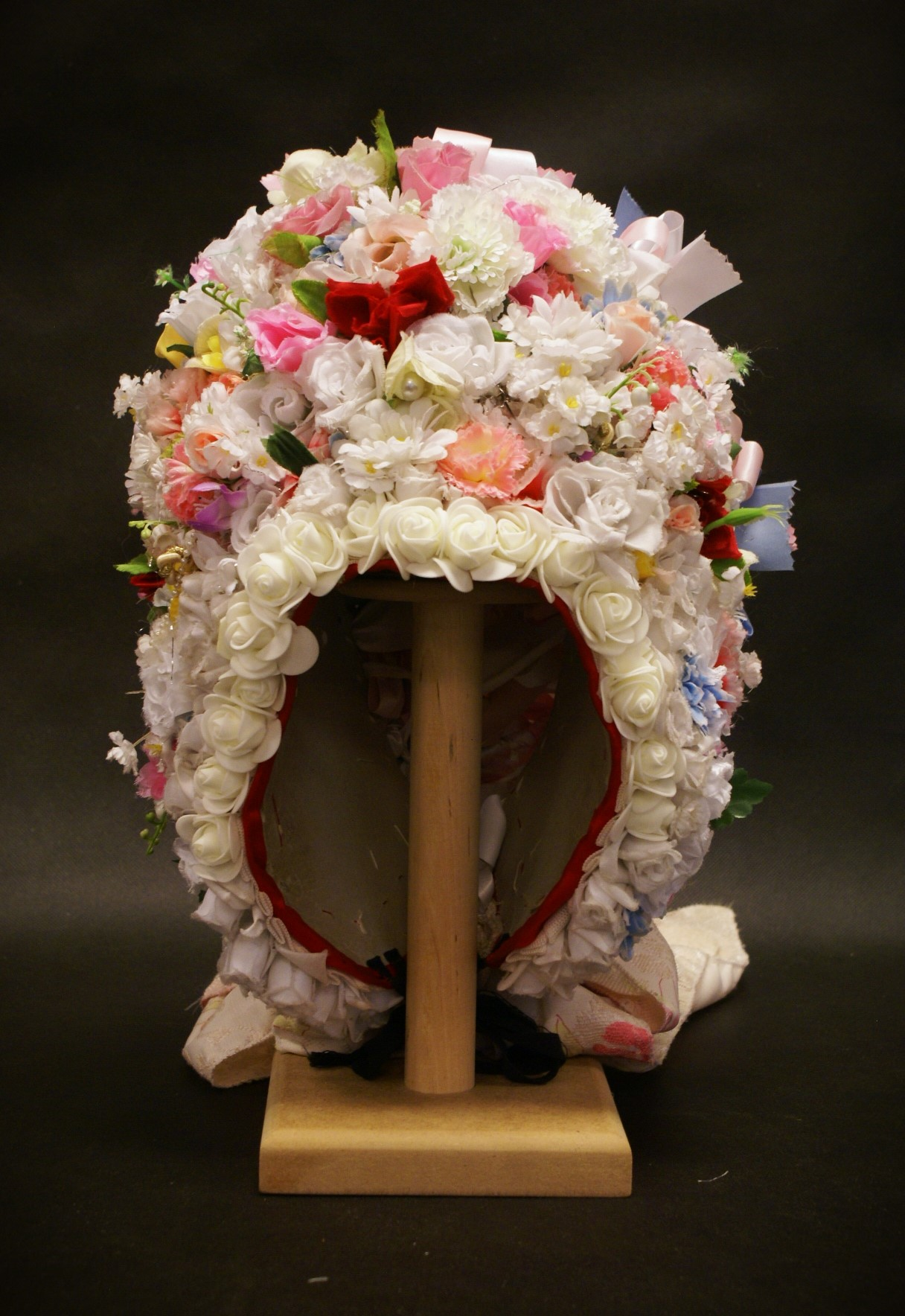
Kornet do stroju bamberskiego (przód) w jasnym kolorze, ze zbiorów Towarzystwa Bambrów Poznańskich

## Opis
Jak podaje dr hab. Joanna Minksztym, ten sposób zdobienia głowy pochodzi od czółek noszonych przez młode dziewczyny na terenie Wielkopolski w XIX wieku. Inspiracją mogły też być bogato zdobione fryzury bogatych mieszczek w Bambergu i Poznaniu w okresie baroku i rokoko.
Kornety wykonywano z grubej, sztywnej, szarej tektury. Nad czołem wycięta była w ząb, zaokrąglona przy węższych końcach. Krawędź obszywano czerwoną atłasową wstążką, na niej układano białą koronkę, tzw. walansjankę, w drobne zakładki. Z tyłu tektura była łączona bawełnianymi, czarnymi tasiemkami. Wiązano je mocno z tyłu, a do nich doczepiano trzy ozdobne i szerokie wstęgi broszowane, w kolorach białym lub kremowym w kwiatki. Kornet podwyższano poprzez przyczepianie do brzegu tektury drutu. Przeciętna wysokość kornetu wynosiła 21–23 cm. Przednia część kornetu była zbudowana z kolorowych kwiatków (bibułkowych lub sztucznych). Najczęściej były to konwalie, różyczki, fiołki i niezapominajki. Między kwiatkami mocowano kuleczki z dmuchanego szkła, a także srebrny i złoty szych w formie małych bukiecików, kolorowe piórka kurze i koraliki. Obowiązywała zasada umieszczania drobnych kwiatków przy krawędzi, dookoła twarzy a większych powyżej. Z tyłu kornet posiadał tzw. wiatrówki tj. tasiemki powiązane w kokardki (określenie wywodzi się od ich powiewania na wietrze) w kolorach jasnoróżowym, żółtym i błękitnym.  
Kornetu nie przywiązywano pod brodą: był mocowany za pomocą dwóch tasiemek przyszytych z tyłu, którymi obwiązywano włosy. Jako nakrycie głowy pełnił funkcje jedynie estetyczne, praktycznie był niewygodny i ciężki.

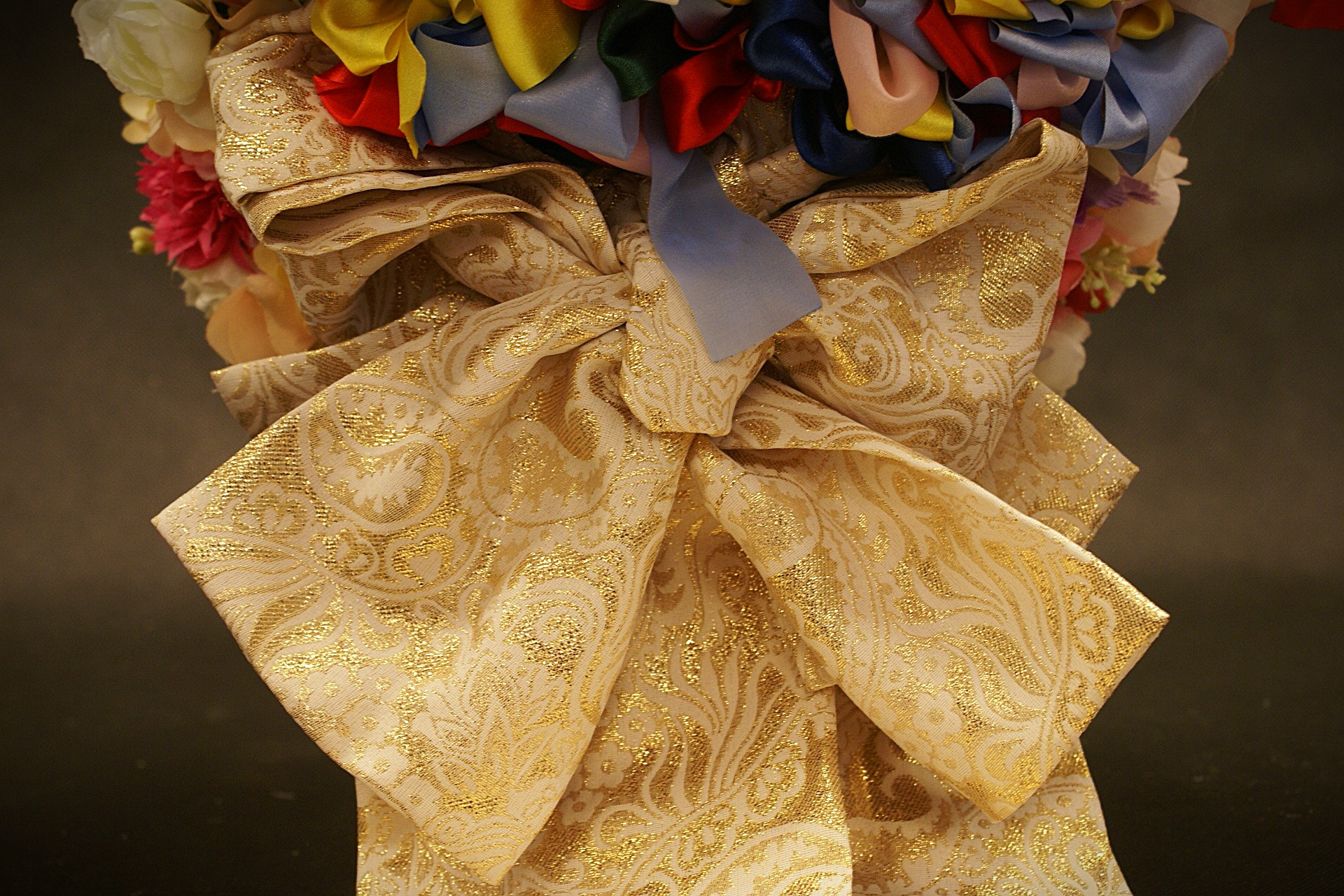
Wstążki doczepione z tyłu kornetu w stroju bamberskim, ze zbiorów Towarzystwa Bambrów Poznańskich

Kornety przybierały różne kształty, jedne był bardzo wysokie, inne szerokie - zależało to od zdolności i pomysłu wykonawczyni. Kształty kornetów zmieniały się w czasie, na przełomie XIX i XX wieku są one niższe i pękate tzw. sercowate. W okresie dwudziestolecia upowszechniły się kornety wyższe i smuklejsze. Przechowywano je w specjalnych szafeczkach z oszklonymi drzwiami, które były osłonięte firanką. 

Kornety wykonywane były przez tzw. specjalistki - korneciarki. Jak podaje Zofia Grodecka, taką specjalistką była "Lewandowska z ulicy Fortecznej (obecnie Jężyckiej), która wykonywała najpiękniejsze kornety przed I wojną światową".

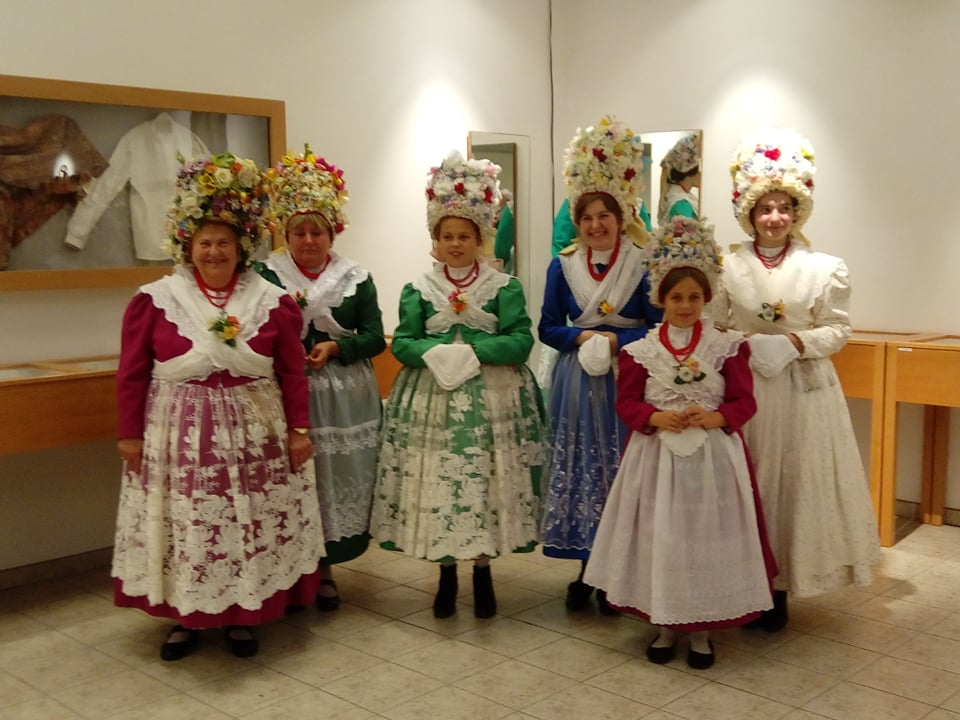
Bamberki poznańskie w strojach odświętnych